# Christian Ramsebner
Christian Ramsebner (Kirchdorf an der Krems, 26 marzo 1989) è un calciatore austriaco, difensore del Stripfing.

## Palmarès

### Club

#### Competizioni nazionali
- Coppa d'Austria: 1

Austria Vienna: 2008-2009
- Erste Liga: 1

LASK Linz: 2016-2017